# La Guareña
Die Comarca La Guareña ist eine der zwölf Comarcas in der Provinz Zamora der autonomen Gemeinschaft Kastilien und León.
Sie umfasst 15 Gemeinden auf einer Fläche von 577,25 km² mit dem Hauptort Fuentesaúco.

## Gemeinden
| Gemeinde                  | Einwohner (2024) | Fläche km² | Dichte Einw./km² | Cod INE | Postleitzahl |
| ------------------------- | ---------------- | ---------- | ---------------- | ------- | ------------ |
| Argujillo                 | 218              | 23,09      | 9                | 49013   | 49716        |
| La Bóveda de Toro         | 676              | 59,45      | 11               | 49024   | 49155        |
| Cañizal                   | 421              | 35,29      | 12               | 49034   | 49440        |
| Castrillo de la Guareña   | 118              | 21,91      | 5                | 49040   | 49419        |
| Fuentelapeña              | 599              | 58,19      | 10               | 49080   | 49410        |
| Fuentesaúco               | 1.606            | 67,85      | 24               | 49081   | 49400        |
| Guarrate                  | 314              | 31,60      | 10               | 49093   | 49156        |
| El Maderal                | 169              | 29,71      | 6                | 49102   | 49719        |
| El Pego                   | 284              | 26,81      | 11               | 49146   | 49154        |
| San Miguel de la Ribera   | 252              | 26,25      | 10               | 49191   | 49717        |
| Vadillo de la Guareña     | 243              | 44,16      | 6                | 49226   | 49420        |
| Vallesa de la Guareña     | 68               | 28,01      | 2                | 49230   | 49450        |
| Villabuena del Puente     | 586              | 26,07      | 22               | 49239   | 49820        |
| Villaescusa               | 237              | 43,09      | 6                | 49241   | 49430        |
| Villamor de los Escuderos | 365              | 55,77      | 7                | 49255   | 49719        |
| Comarca La Guareña        | 6.156            | 577,25     | 11               | –       | –            |